# Daniel Němeček
Daniel Němeček (* 11. srpna 1991 Praha) je český atlet, reprezentant v běhu na 400 m a ve štafetách na 4 × 400 metrů. Je dvojnásobným mistrem ČR a také halovým českým šampionem. Spolu s Patrikem Šormem, Janem Tesařem a Pavlem Maslákem drží český halový rekord ve štafetě na 4 × 400 m.

## Osobní rekordy

### Dráha
- běh na 400 metrů – 46,09 s – 3. srpna 2014, Ostrava

### Hala
- běh na 400 metrů – 46,74 s – 22. února 2015, Praha

### Národní štafetové rekordy
- štafeta 4 × 400 m (hala) – 3:04,09 min – 8. března 2015, Praha